# В дивия север
В дивия север (на руски: На севере диком) е картина, нарисувана в 1891 г. от Иван Шишкин.
Изображението показва самотата. На върха на скалата, в разгара на тъмнината, в лед и сняг стои леден бор. Безкрайният район е в снежна покривка. Въпреки враждебния климат има живот.